# Contouring

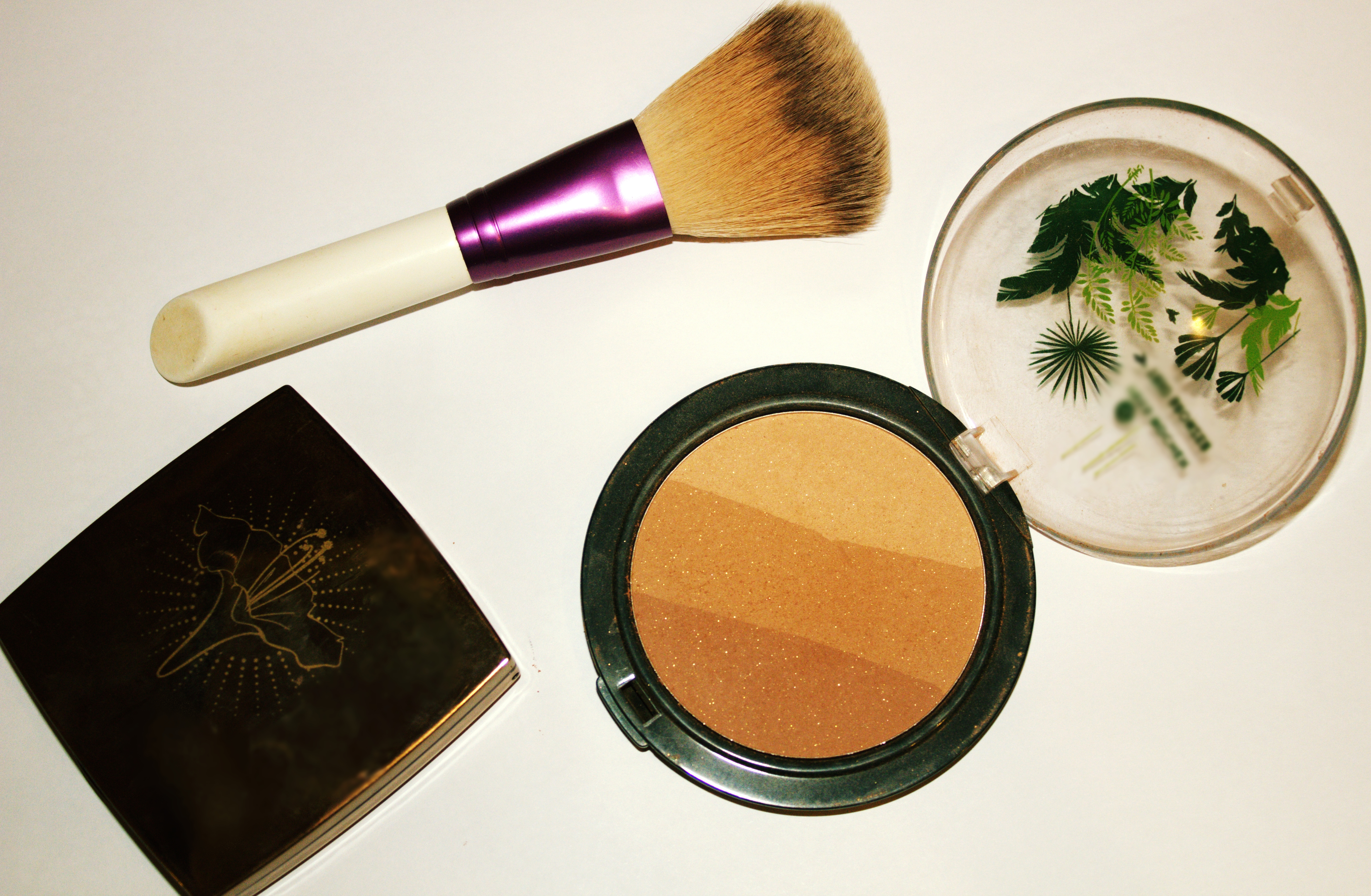
Puder-Contouring kann für das Contouring verwendet werden.

Contouring ist eine Make-up-Technik, die Kosmetik verwendet, um die Struktur des Gesichts oder anderer Körperteile wie Brüste zu definieren, zu verbessern und zu formen.

## Geschichte
Im 16. Jahrhundert wurde Contouring von elisabethanischen Bühnenschauspielern verwendet, die Kreide und Ruß auf ihre Gesichter auftrugen, um den Zuschauern zu helfen, ihre Mimik zu lesen. Im späten 19. Jahrhundert, als elektrisches Licht erstmals weite Verbreitung fand, war Ruß keine Option mehr. Anstelle von Ruß benutzten Schauspieler Schminke, um den Zuschauern zu helfen, ihre Emotionen zu entschlüsseln. In dieser Zeit betrachtete Königin Victoria Make-up als vulgär, da nur Bühnenschauspieler und Prostituierte Make-up trugen. Make-up konnte nur in Kostümgeschäften gekauft werden.

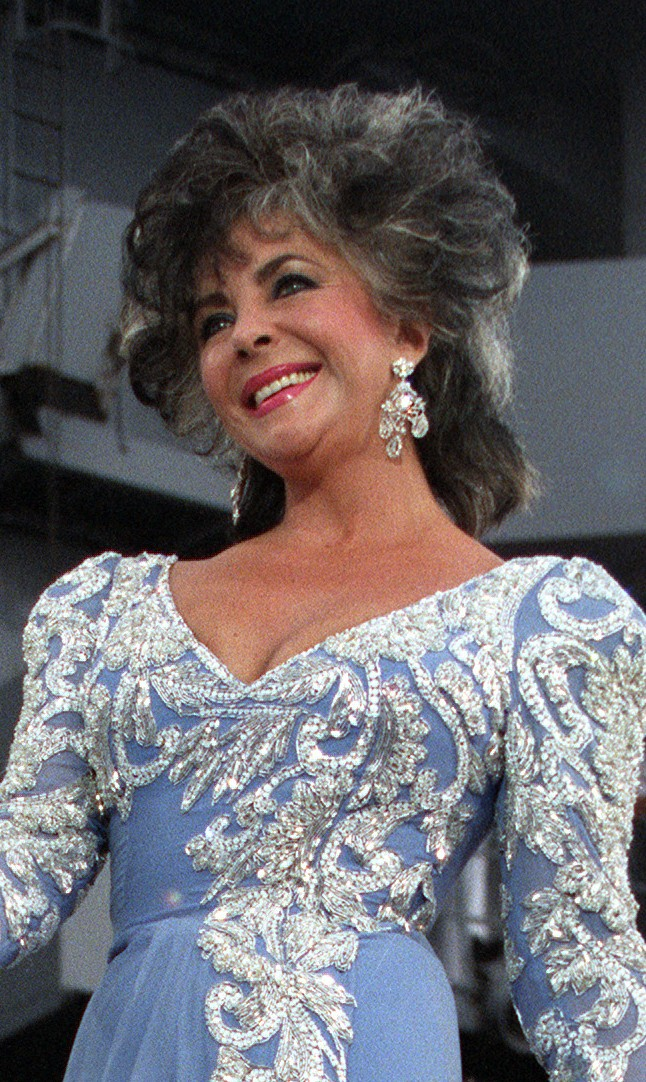
Bereits Elizabeth Taylor (1932–2011) nutze Contouring.

In den 1920er und 1930er Jahren war Contouring in der Filmwelt zu beobachten. Die deutsche Schauspielerin Marlene Dietrich hat zum Beispiel ihr Gesicht für ihre Filme konturiert. Sie betonte die natürlichen Linien ihres Gesichts mit Schattierungen und Modellierungen. Im Jahr 1934 war der Maskenbildner Max Factor  dafür bekannt, dass er Bühnenschauspieler schminkte. Er fügte dem Gesicht eine Schattierung hinzu, damit es auf dem Film nicht flach erscheint. 1945 präsentierte er das erste Tutorial zur Gesichtskonturierung für verschiedene Gesichtsformen. 1944 schminkte Ben Nye, ein berühmter Maskenbildner, die Charaktere in Vom Winde verweht und 1968 in Planet der Affen. Anschließend kreierte er seine eigene Make-up-Linie, die bis heute beliebt ist. In den 1950er Jahren, einer Zeit des Glamours von Old Hollywood, wurden die Gesichtszüge subtil konturiert und schattiert. Diese Methode wurde von Schauspielerinnen wie Audrey Hepburn, Marilyn Monroe und Elizabeth Taylor verwendet.
In den 1990er Jahren war Maskenbildner Kevyn Aucoin verantwortlich für den modellierten, gemeißelten Look vieler Prominenter und Topmodels, darunter Cher, Madonna, Gwyneth Paltrow, Cindy Crawford und Janet Jackson. Im Oktober 2000 veröffentlichte er sein branchenprägendes Kosmetikbuch Face Forward, das zum Bestseller der New York Times wurde. Das Buch wurde weithin dafür bekannt, dass es der breiten Öffentlichkeit erstmals Make-up-Sculpting und Contouring vorstellte.
In den 2000er Jahren wurde die Praxis des „Body Contouring“ – das Anwenden von Contouring auf andere Körperteile als das Gesicht, wie zum Beispiel Schienbeine oder Brüste („Boob Contouring“) – erfunden. Diese Art des Contouring resultierte durch die zunehmende Zahl von Bildern von Prominenten, die in sozialen Medien erscheinen.
In den 2010er Jahren wurde Contouring mit der Weiterentwicklung der Make-up-Techniken noch intensiver. Während Contouring zum Teil seit Jahrhunderten existiert, wurde die Technik von Prominenten wie Kim Kardashian und Maskenbildnern revolutioniert, die sie noch mehr in ihre Looks einbauten. Der Trend des Contouring hat Schönheitsmarken übernommen, indem er den Verkauf von Artikeln veranlasst hat, die speziell für das Contouring bestimmt sind. Das Contouring wurde nun nicht nur von Leuten, die in der Öffentlichkeit stehen, praktizierten, sondern auch von Menschen, die nicht in der Öffentlichkeit stehen. Dafür wurden erschwinglichere und zugänglichere Produkte von verschiedenen Marken auf den Markt gebracht. Contouring wird zum Beispiel oft von Dragqueens verwendet, um weibliche Züge zu betonen und männliche zu mildern.

## Anwendung
Contouring wird hauptsächlich verwendet, um nicht nur auf dem Gesicht vorhandene Merkmale hervorzuheben, sondern auch um unerwünschte Merkmale zu verbergen oder zu ändern. Zu den häufig verwendeten Produkten gehören Puder-Contouring, die in Paletten mit hellen und dunklen Farben zum Hervorheben und Konturieren erhältlich sind, sowie Creme-Contouring, das einen betonteren Look erzeugen kann.
Contouring wird in der Regel erzeugt, indem eine warme oder kühle Farbe, die ein oder zwei Nuancen dunkler als die Hautfarbe ist, in Bereichen wie den Wangenhöhlen, an der Seite der Nase und an den Schläfen aufgetragen wird, um einen Schatten zu geben und einen schlankmachenden Effekt zu erzeugen. Grundsätzlich lassen dunkle Farben Bereiche zurücktreten.
Es kann mit einem Highlighter ergänzt werden, der ein oder zwei Nuancen heller als die Hautfarbe ist. Der Highlighter wird an markanteren Gesichtspartien wie den Wangen und der Nasenspitze oder der T-Zone (Stirn, Nase) und Kinn aufgetragen. Hellere Farben lassen Bereiche hervortreten.

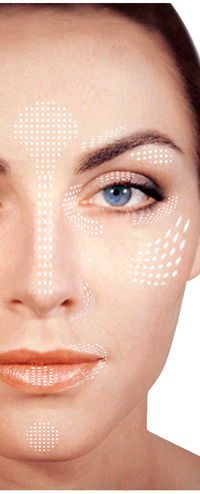
Helle Farben lassen Bereiche hervortreten.
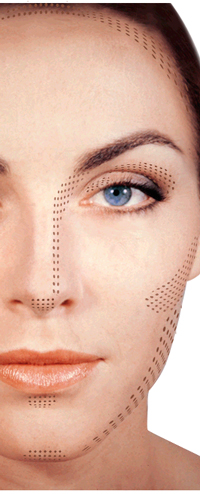
Dunkle Farben lassen Bereiche zurücktreten.